# Rastløs i paradis
|  | Denne artikel er oprettet af botten PalnaBot ud fra en ekstern database. Den kan derfor have sproglige fejl eller mangler. Denne skabelon kan fjernes efter kontrol af indholdet. |

Rastløs i paradis er en dokumentarfilm instrueret af Olavi Linna efter manuskript af Erlend Loe.

## Handling
Lykken! Kan den findes alle steder? Vi er i Solf, en lille søvnig by i det vestlige Finland, hvor instruktøren er vokset op sammen med sin mor og lillebror Kyösti. Begge brødre forlod byen i en tidlig alder for at udforske mulighederne i det store spændende udland - og for aldrig at vende tilbage ... Men efter ti år beslutter Kyösti (29) sig pludselig for at flytte tilbage til Solf. Kyösti møder sin gamle ven Stoggi, som aldrig har forladt byen til trods for, at han har cyklet, hvad der svarer til fire gange jorden rundt på sin kondicykel. Sammen prøver de at finde lykken. »Rastløs i Paradis« handler om en by, en bror og en helvedes masse kilometer på en kondicykel.